# Les Amours imaginaires
Les Amours imaginaires è un film sentimentale del 2010 scritto e diretto da Xavier Dolan.

## Trama
Francis e Marie sono due amici che s'innamorano dello stesso uomo, Nicolas, un giovane, col classico fascino misterioso, che proviene dalla campagna e che si è appena trasferito a Montréal.
È un vero colpo di fulmine per entrambi, che si sforzano, ciascuno per conto proprio, come in un malefico duello, di attirare le attenzioni di Nicolas.
Di volta in volta la tensione tra i personaggi cresce sempre più, e presto ognuno di loro interpreta in modo ossessivo i comportamenti ambigui e distruttivi dell'oggetto del loro desiderio.

## Colonna sonora

### Tracce
- Dalida - Bang Bang
- The Knife - Pass This On
- House of Pain - Jump Around
- Indochine - 3ème Sexe
- France Gall - Cet air là
- Vive la Fête - Exactement
- Isabelle Pierre - Le temps est bon
- Renée Martel - Viens changer ma vie
- Niels Schneider - Every Breath You Take
- Fever Ray - Keep the streets Empty For Me
- Comet Gain - Love Without Lies
- Daniel Barenboim - Preludio all'Atto I del Parsifal (Richard Wagner)
- Pieter Wispelwey - Suite per violoncello solo n°1 e 3 (Johann Sebastian Bach)

## Distribuzione
Il film è stato presentato in anteprima mondiale il 16 maggio 2010, alla 63ª edizione del Festival di Cannes, nella sezione Un Certain Regard. È poi stato distribuito nelle sale cinematografiche francesi a partire dal 28 settembre 2010, mentre in Canada ancora prima (essendo il Paese di produzione), dall'11 giugno precedente. In Italia è arrivato il 17 luglio 2010, e infine negli Stati Uniti dall'8 ottobre dello stesso anno.

## Accoglienza

### Incassi
Il film nel mondo ha incassato un totale di soli 610.432 dollari esatti.

### Critica
In generale Les Amours imaginaires ha ricevuto recensioni piuttosto miste.
Sul sito web Rotten Tomatoes, il film riceve il 73% delle recensioni professionali positive, con un voto medio di 6,89/10, basato su 73 recensioni; il consenso critico del sito afferma: "Presentato come un film d'arte al massimo, la premessa intrigante e accattivante del film è talvolta sepolta dalle aggiunte eccessive del regista Xavier Dolan".
Anche su Metacritic, il film ottiene un punteggio medio di 70 su 100, basato su 21 critiche, indicando "recensioni generalmente favorevoli".
Per il New York Times, un critico ha scritto che, rispetto al primo film di Dolan (J'ai tué ma mère), Les Amours imaginaires "prende lo stile romantico ancora più seriamente, sia nella sua trama - che attinge ampiamente da fonti come il Nouvelle Vague e Wong Kar-wai - che nel suo soggetto: con la sua presa in giro ed il desiderio insoddisfatto, il risultato non è all'altezza delle aspettative."

## Riconoscimenti
- 2010 - Festival di Cannes[1]
  - Regards Jeunes Prize
  - Candidatura per il miglior film nella sezione "Un Certain Regard"
- 2010 - Premio César
  - Miglior film straniero a Xavier Dolan[7]
- 2010 - Sydney Film Festival[8]
  - Miglior film a Xavier Dolan
- 2010 - Genie Award
  - Miglior regista a Xavier Dolan
  - Candidatura per il miglior film a Xavier Dolan, Carole Mondello e Daniel Morin
  - Candidatura per la miglior attrice non protagonista a Anne-Élisabeth Bossé
  - Candidatura per la miglior fotografia a Stephanie Weber Biron

## Citazioni
- Tra gli omaggi presenti nel film, troviamo spesso Audrey Hepburn (attrice preferita dal personaggio di Nicolas), e il poeta Gaston Miron (scelto da Marie per dichiarare il suo amore a Nicolas);[9]
- La scena della pioggia di marshmallow è un chiaro riferimento al film Mysterious Skin di Gregg Araki (2004);
- Verso la fine del film, lo stile retrò degli abiti di Monia Chokri, l'uso della moviola con una macchina da presa e del parasole tipicamente cinese sono tutti omaggi a In the Mood for Love di Wong Kar-wai (2000) (cosa che alcuni critici non hanno apprezzato come scelta, ritenendola troppo enfatica);
- Marie, quando invita Francis per il tè, gli dice di aver finito le madeleine, dolcetti francesi: questo momento ricorda Alla ricerca del tempo perduto di Marcel Proust;
- Quando Nicolas esce con Francis e Marie al bar, indossa occhiali rossi a forma di cuore., in riferimento alla Lolita di Stanley Kubrick;
- Il cameo di Louis Garrel alla fine del film è un cenno al film Les Chansons d'amour uscito nel 2007 e che vede l'attore proprio in un triangolo amoroso.[10]